# 2e bataillon du génie (États-Unis)
Pour les articles homonymes, voir Bataillon du génie et 2e bataillon.
Le 2e bataillon du génie est un bataillon de génie militaire de l'armée de terre des États-Unis créé en 1861.